# Gwendy et la Boîte à boutons
Gwendy et la Boîte à boutons (titre original : Gwendy's Button Box) est un roman court conjointement écrit par Stephen King et Richard Chizmar, publié pour la première fois en 2017 aux éditions Cemetery Dance Publications, puis traduit en français et édité directement au format poche par les éditions Le Livre de poche en 2018.
La version française reprend les illustrations de Keith Minnion incluses dans la version de Cemetery Dance, mais est enrichie de nouvelles illustrations par le même artiste.
Richard Chizmar écrit seul une suite intitulée Gwendy's Magic Feather qui paraît en 2019, publié ensuite en français en 2021 aux éditions Le Livre de poche sous le titre La Plume magique de Gwendy.

## Résumé
À Castle Rock, en 1974, Gwendy Peterson, douze ans, cherche à perdre du poids en s'astreignant à gravir quotidiennement un chemin très raide qui mène à la falaise de Castle View. Un jour d'été, elle rencontre au sommet un homme portant des vêtements et un chapeau noir qui se présente sous le nom de Richard Farris. Ce dernier lui confie une boîte en acajou comportant huit boutons de couleurs différentes et deux manettes. L'une de ces manettes distribue chaque jour un chocolat aussi délicieux que coupe-faim, tandis que l'autre fait apparaître, moins fréquemment, un dollar Morgan d'une grande valeur pour les collectionneurs. Richard Farris explique ensuite à Gwendy que six des boutons correspondent aux six continents, un autre, le rouge qui est le seul qu'elle pourra utiliser plus d'une fois, à ce qu'elle veut, et le dernier, le noir, à « tout ». Cependant, il ne lui dit pas à quoi ils servent mais Gwendy a rapidement l'intuition que leur pouvoir est destructeur.
Les années passent et tout réussit à Gwendy, grâce à l'influence de la boîte et des chocolats. Sa vue et sa mémoire s'améliorent, elle devient une excellente élève, douée en sport et elle commence à attirer tous les garçons. Un jour, elle croise Frankie Stone, son ancien principal persécuteur, et celui-ci l'insulte. Gwendy rêve qu'elle casse le bras du garçon et, quelques jours plus tard, Frankie Stone a un accident de voiture, s'en sortant avec un bras cassé. Obnubilée par l'idée de se servir des boutons, Gwendy décide de faire une expérience. Après avoir fait des recherches pour éviter de déclencher une catastrophe, elle pousse le bouton rouge en se concentrant sur un coin désolé du Guyana et apprend le lendemain la nouvelle du suicide collectif de la secte de Jim Jones. Bouleversée, Gwendy se sent coupable et évite de rééditer l'expérience jusqu'au jour où elle apprend que son ancienne meilleure amie s'est suicidée en sautant du haut de la falaise de Castle View. Elle détruit alors le chemin menant en haut de la falaise en appuyant sur le bouton rouge.
Gwendy, qui a désormais dix-sept ans, décide de ne plus se servir des fonctions de la boîte. Elle a un coup de foudre réciproque pour Harry Streeter, un garçon de son âge, et baigne dans le bonheur mais, parallèlement, ses notes et ses capacités sportives diminuent un peu et elle reprend quelques kilos. Elle persiste néanmoins à ne plus tirer sur les manettes de la boîte. À l'approche de la remise des diplômes du lycée, elle fait des essayages chez elle avec Harry lorsqu'elle surprend un intrus, en qui elle reconnaît Frankie Stone. Harry se bat contre lui mais Frankie le tue en le frappant à la tête avec la boîte à boutons. Gwendy réussit à s'emparer de la boîte, ayant au passage le pied transpercé par un coup de couteau, et presse le bouton rouge en criant à Frankie de « pourrir en enfer ». Frankie pourrit instantanément et son corps disparaît.
En 1984, Gwendy, désormais diplômée de l'université Brown, reçoit la visite de Richard Farris. Venu récupérer la boîte pour la confier à un autre gardien, il lui explique que, contrairement à ce qu'elle croit, elle s'est servie de l'objet avec discernement et a évité plusieurs catastrophes. Dévoilant à Gwendy quelques bribes de son avenir, Richard Farris lui fait ses adieux et s'en va avec la boîte.

## Liens avec d'autres oeuvres de Stephen King
- Dans le roman ''La Part des Ténèbres'', le shérif Alan Pangborn a un collègue nommé Norris Ridgewick.

## Genèse
Stephen King déclare : « J'avais une histoire que je ne parvenais pas à terminer, et [Richard Chizmar] m'a montré le chemin avec style et panache ». Richard Chizmar affirme que les deux auteurs ont écrit une partie de l'histoire chacun à leur tour à plusieurs reprises tout en procédant à des révisions au fur et à mesure. Le processus complet a duré environ un mois.